# فيرفاكس جيل
فيرفاكس جيل (بالإنجليزية: Fairfax Gill)‏ (3 سبتمبر 1883 - 1 نوفمبر 1917) هو لاعب كريكت بريطاني (وحمل سابقاً جنسية المملكة المتحدة لبريطانيا العظمى وأيرلندا).